# Скиросцы (Еврипид)
«Скиросцы» или «Скириянки» — трагедия древнегреческого драматурга Еврипида (V век до н. э.), сюжет которой связан с мифами о Троянской войне. Её текст утрачен. Сохранились только нескольких небольших отрывков (681a—683a Snell) и часть часть гипотесиса (античного пересказа содержания). 
Действие пьесы происходит во время Троянской войны. Ахейцы направляют посольство на остров Скирос, где живёт юный герой Ахилл, и убеждают его присоединиться к походу.
Пьесу с таким же названием написал Софокл, но там речь идёт о сыне Ахилла Неоптолеме.